# University Park, Texas
University Park är en stad (city) i Dallas County i Texas och en förstad till Dallas. Vid 2010 års folkräkning hade University Park 23 068 invånare. University Park är säte för Southern Methodist University.